# Révision constitutionnelle taïwanaise de 2005
La révision constitutionnelle de 2005 a profondément revu la Constitution de la république de Chine (Taïwan). Parmi les mesures les plus marquantes figurent l'abolition de l'Assemblée nationale et la mise en place d'une procédure obligatoire de référendum pour les révisions constitutionnelles.

## Mesures
Parmi les principales mesures proposées figurent la suppression de l'Assemblée nationale et une réforme du Yuan législatif. Ses membres voient leur nombre passer de 225 à 113 et la durée de leur mandat de trois à quatre ans. Le système électoral est également modifié. Pour les changements constitutionnels ultérieurs, une procédure obligatoire de référendum est mise en place

## Soutiens et oppositions
Les deux principaux partis, le Parti démocratique progressiste (PDP), indépendantiste, et le Kuomintang, favorable à l'apaisement avec la Chine se sont prononcés pour la constitution. En revanche, l'Union pour la solidarité de Taïwan, partenaire du PDP, et le Qinmindang, allié au Kuomintang, y sont opposés.

## Ratification
Le Yuan législatif approuve le texte par 249 voix contre 48.
Une élection est spécialement organisée à l'Assemblée nationale. Le PDP obtient 42,5 % des voix et le Kuomintang 39 %. Les partis favorables à la révision constitutionnelle sont donc fortement majoritaires et le texte est approuvé.